# Kloster Cîteaux
Das Kloster Cîteaux [siˈto] (auch Cisteaux; lat. Cistercium; Abbatia B. M. de Cistercio; deutsch Zisterz) ist das Mutterkloster aller Zisterzienserinnen und Zisterzienser und befindet sich in der Gemeinde Saint-Nicolas-lès-Cîteaux in der Region Burgund etwa 25 km südlich von Dijon, der Hauptstadt des Départements Côte-d’Or. Es liegt am Ufer des Flusses Vouge, eines Nebenflusses der Saône.

## Bedeutung
Bedeutung hat die Abtei Cîteaux vor allem als Ursprung und Ausgangspunkt des Zisterzienserordens, der mit Tochterklostergründungen (Filiationen) in ganz Europa eine große Wirkung ausübte. Dabei ist der Einfluss auf die Erweiterung des Ordens durch Bernhard von Clairvaux entscheidend.

## Geschichte

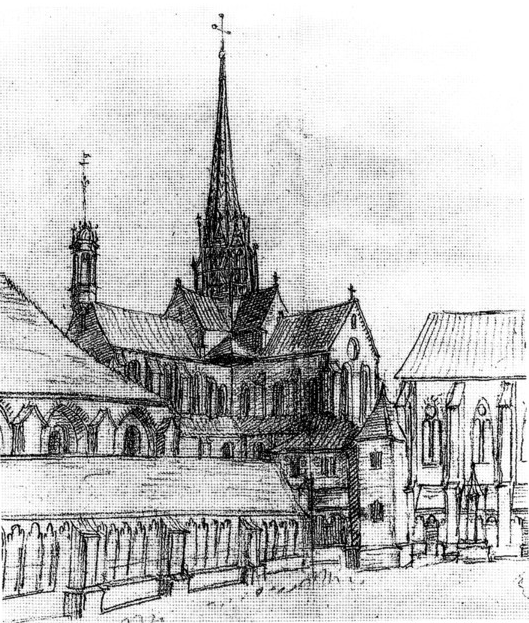
Östlicher Kreuzgang mit Chor und Vierung der Kirche 1613

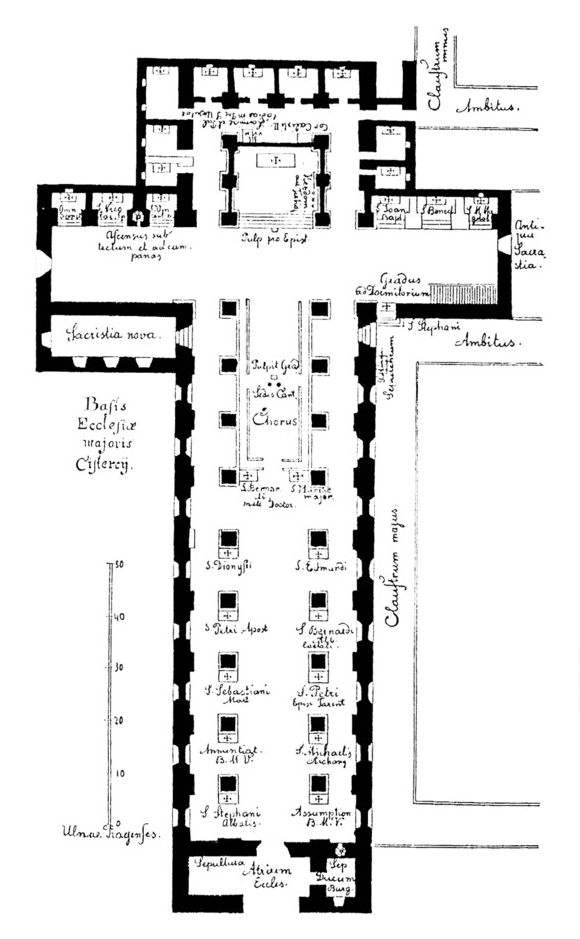
Grundriss der Kirche, gezeichnet vom böhmischen Mönch Joseph Jahn 1699

Unzufrieden mit der aus seiner Sicht inzwischen zu laschen Lebensweise der Benediktiner gründete der siebzigjährige Robert von Molesme mit Unterstützung von Herzog Odo I. von Burgund und rund zwanzig weiteren Mönchen 1098 mitten in einem schilfbewachsenen Feuchtgebiet (altfranzösisch cistels ‚Röhricht‘) eine Klostergemeinschaft, die zu einer wörtlichen Befolgung der benediktinischen Regel und zum Rückzug von der Welt nach dem Vorbild der Wüstenväter zurückkehren wollte. Da Robert bald nach der Gründung in Cîteaux wieder das Amt des Abtes in Molesme übernehmen musste, gilt in manchen Quellen Stephan Harding als Gründer des nach Cîteaux benannten Zisterzienserordens. Harding war es jedenfalls, der die Abtei als dritter Abt zwischen 1109 und 1133 führte, als die ersten Tochterklöster gegründet wurden. Mit der Carta Caritatis wurde das Verhältnis der Filiationen zum Mutterkloster geregelt und eine eigene neuartige Ordensverfassung erstellt, durch die das Novum Monasterium sich von den Benediktinern absetzte und als unabhängiger neuer Ordensverband zur Geltung kam.
Der lateinische Name des Klosters, Cistercium, leiten sich vom heutzutage Cîteaux geschriebenen Ortsnamen ab. Nicht ganz klar ist jedoch, woher dieser Name stammt und was er bedeutet. Mehrere Deutungen lassen sich heranziehen:
1. Der Name gehe zurück auf die lateinische Ortsbezeichnung cis tertium lapidem miliarium, befinde sich also „diesseits des dritten Meilensteins“ an der römischen Straße von Langres nach Chalons sur Saône.[2]
2. Nach der allgemeinen Entwicklung französischer Aussprache und Rechtschreibung geht Cîteaux auf ein altfranzösisches Cistel(le)s zurück.[3] Das lateinische Wort cistellula ist eine Verkleinerungsform von cistula („Kästchen“). Das altfranzösischen Wort cistel steht für Schilfrohr (in heutigem Französisch: roseau), wie er typisch für die sumpfige Gegend ist. Der Legende nach schmückten die einfachen Blätter der Sumpfpflanze lange Zeit die Kapitelle der Zisterzienser.
3. Jean-François Leroux-Dhuys schrieb in seinem Buch über die Zisterzienser, der Name leite sich von lat. cistercium ‚Brotkorb‘ her.[4]

Von Cîteaux ausgehend wurden zwischen 1113 und 1115 die vier Primarabteien La Ferté, Pontigny, Morimond und Clairvaux, später noch viele weitere Tochterklöster gegründet. Um 1300 gab es europaweit etwa 630 Zisterzienser-Klöster.

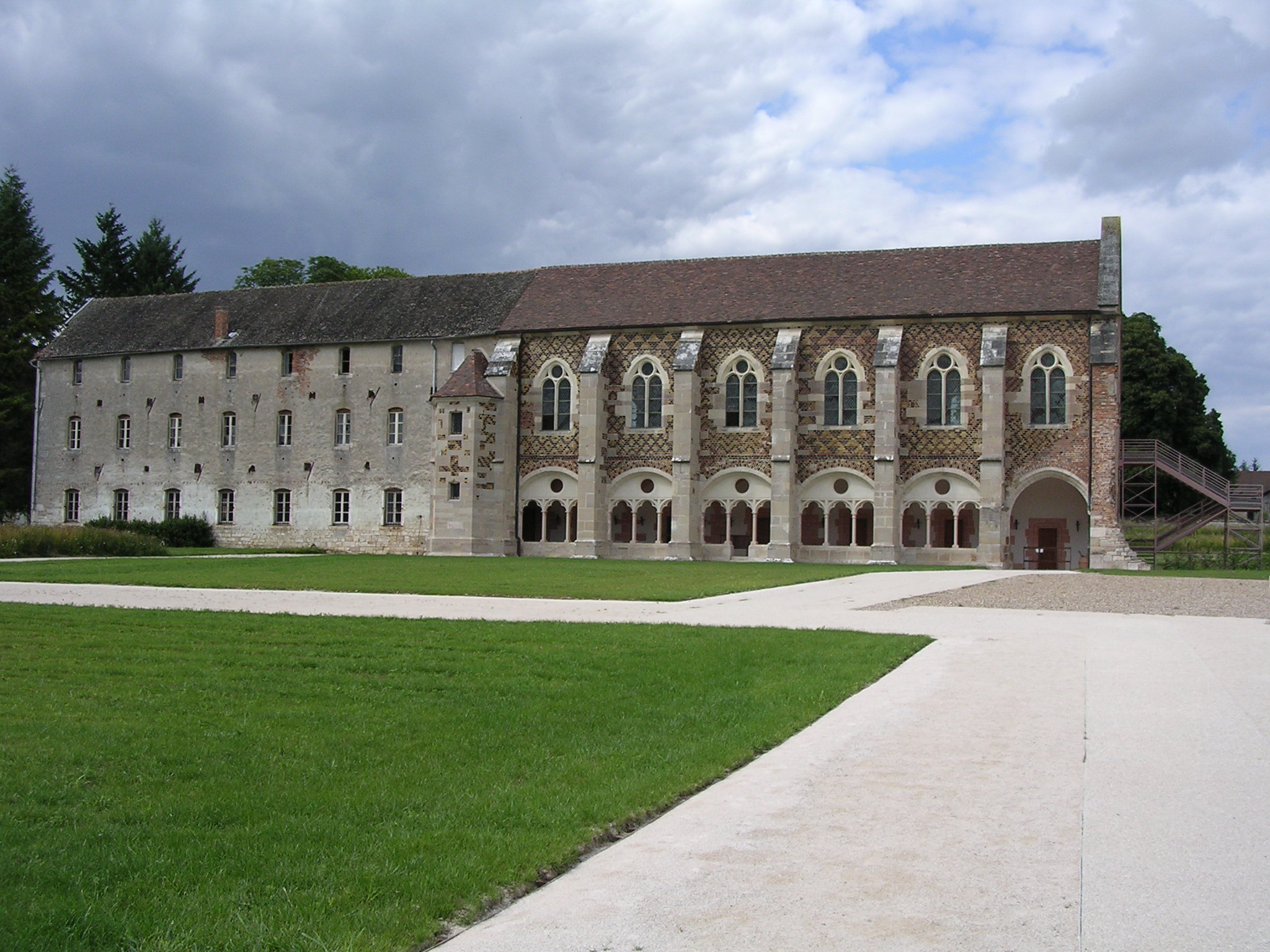
Klosterbibliothek

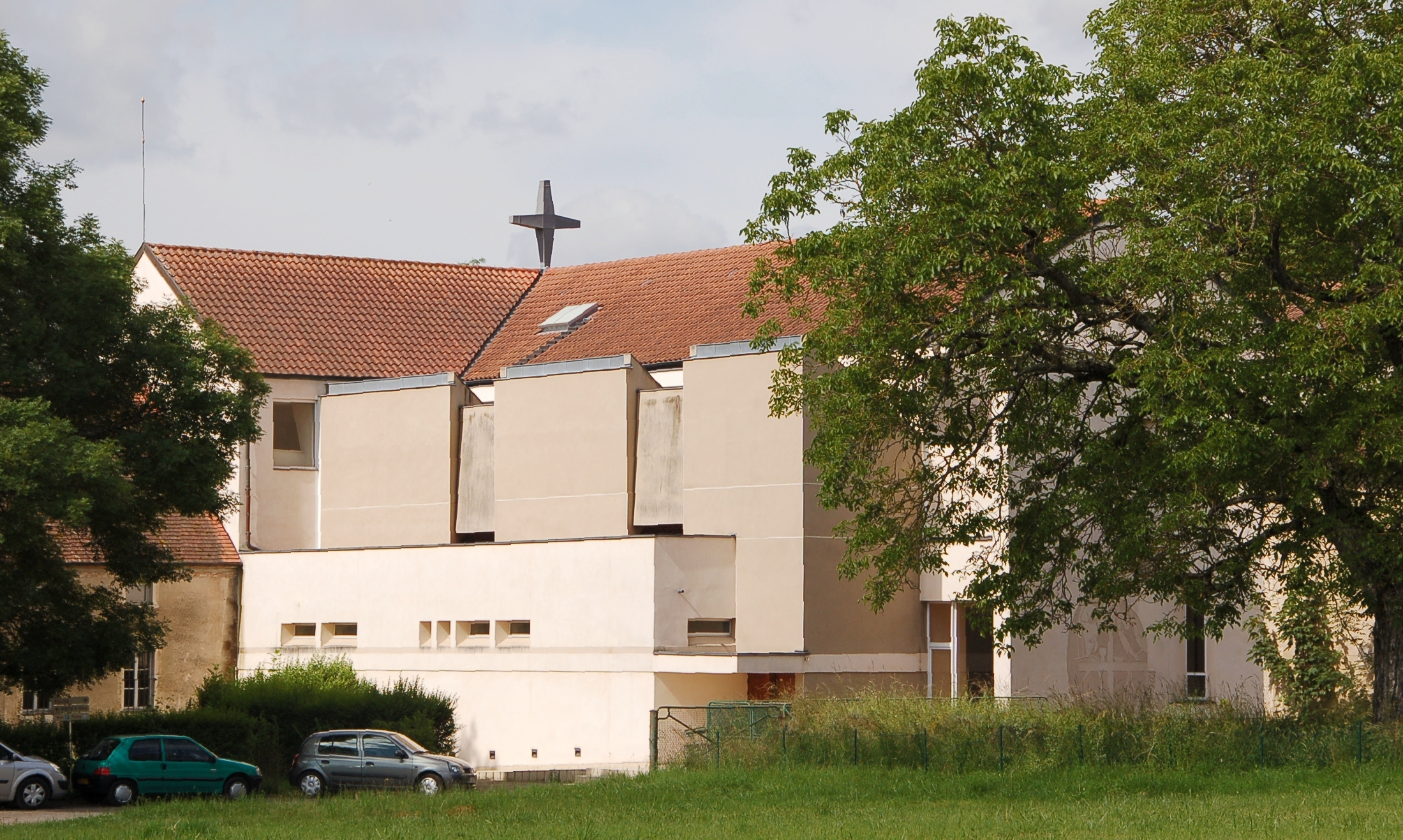
Abteikirche (2012)

Die meisten deutschen Filiationen erfolgten über die Primarabtei Morimond.
Während der Französischen Revolution wurde die Abtei Cîteaux enteignet und 1791 an Spekulanten verkauft. Sie wurde aufgelöst und in den folgenden Jahren ausgeplündert und weitgehend zerstört. Auch die Kirche, die die Gräber der ersten burgundischen Herzöge enthielt, besteht nicht mehr.

## Gegenwart
1898 wurde die Abtei von Mönchen aus La Trappe und Sept-Fons wiederbesiedelt und dem Zisterzienserorden der strengeren Observanz (Trappisten) angegliedert. Heute leben rund 35 Mönche dort. Von den historischen Bauten sind eine Bibliothek aus dem 15. Jahrhundert, die in den letzten Jahren aufwendig renoviert wurde, und ein Verwaltungsgebäude aus dem 17. Jahrhundert erhalten. In der Bibliothek sind reich verzierte Faksimilien von Seiten von in der Abtei im Mittelalter hergestellten Büchern ausgestellt. Kirche, Kreuzgang und alle weiteren Gebäude sind jüngeren Datums. Die weitläufige Anlage mit einer ausgedehnten Landwirtschaft ist von Wäldern und Feldern umgeben. Die Mönche haben diverse Aufgaben, wie die Bewirtschaftung des 400 Hektar großen landwirtschaftlichen Gehöftes mit etwa 120 Kühen, deren Milch ausschließlich für die klösterliche Käseproduktion des Abbaye de Cîteaux verwendet wird. Der Käse wird in einem der Abtei angegliederten Geschäft direkt an Touristen verkauft.
Die Abtei ist täglich für Besucher geöffnet. Ihnen werden zu bestimmten Zeiten Führungen durch einige Gebäude, wie den Andachts- und Gebetsraum, den Kreuzgang, die Bibliothek und ein ehemaliges Wirtschaftsgebäude angeboten. Im letztgenannten Raum kann man unter anderem auch eine Ausstellung des damals fortschrittlichen mittelalterlichen Bewässerungssystems für die Ländereien der Abtei sehen.
In der Abtei unterhält der Verein  Association pour le Rayonnement de la Culture Cistercienne (ARCCIS) das Forschungs- und Dokumentationszentrum Centre d’études et de recherches pour la culture cistercienne (CERCCIS) mit einem wissenschaftlichen Beirat, der sich aus Vertretern französischsprachiger Universitäten zusammensetzt. CERCCIS publiziert in Zusammenarbeit mit dem Verlag Editions de Bellefontaine (im Kloster Bellefontaine) und anderen Verlagen.

## Stundengebet
Der monastische Tag wird durch die Feier von Messe und Stundengebet gegliedert.
|               | Sonntags | Werktags | Feiertage während der Woche |
| ------------- | -------- | -------- | --------------------------- |
| Vigil         | 04.00    | 04.00    | 04.00                       |
| Laudes        | 07.30    | 07.30    | 07.30                       |
| Terz          | —        | —        | 09.00                       |
| Konventsmesse | 10.30    | 07.30    | 11.15                       |
| Sext          | 12.15    | 12.30    | —                           |
| Non           | 14.15    | 14.30    | 14.30                       |
| Vesper        | 17.15    | 18.00    | 18.00                       |
| Komplet       | 20.00    | 20.00    | 20.00                       |

## Trappistenäbte
Für die Zisterzienseräbte von Cîteaux (1098–1797), siehe Liste der Äbte von Cîteaux
- 1899–1904 Sébastien Wyart
- 1904–1922 Augustin Marre
- 1922–1929 Jean-Baptiste Ollitrault de Kéryvallan
- 1929–1943 Herman-Joseph Smets
- 1943–1951 Dominique Nogues
- 1951–1963 Gabriel Sortais
- 1963–1969 Jean Chanut
- 1969–1993 Loys Samson
- 1993–2021 Olivier Quenardel
- 2021–1933 Pierre-André Burton

Überdies trägt seit 1962 der jeweilige Generalabt der Trappisten den Ehrentitel eines Erzabtes von Cîteaux.

## Tochterklöster
Unmittelbare Tochterklöster von Cîteaux waren neben den vier Primarabteien
- in Frankreich:
  - Kloster Preuilly
  - Kloster La Cour-Dieu
  - Kloster Bonnevaux (Dauphiné)
  - Kloster Le Loroux
  - Kloster L’Aumône
  - Kloster La Bussière
  - Kloster Miroir
  - Kloster Valloires
  - Kloster Perseigne
  - Kloster Obazine
  - Kloster Royaumont
  - Kloster L’Épau
  - Kloster La Clarté-Dieu
- in England:
  - Beaulieu Abbey
- in Israel:
  - Maria-Magdalenen-Kloster (Akkon)
- in Italien:
  - Kloster Sestri Ponente
  - Kloster San Salvatore di Monte Amiata
  - Kloster San Salvatore di Monte Acuto
- im Libanon:
  - Maria-Magdalenen-Kloster (Tripoli)
- in Schweden:
  - Kloster Herrevad
- in Spanien:
  - Kloster Oseira
  - Kloster Carracedo
  - Kloster Sotos Albos
  - Kloster Escarp
- in Zypern:
  - Maria-Magdalenen-Kloster (Nikosia)